# Monte Collalto
Il monte Collalto (3.436 m s.l.m. - Hochgall in tedesco) è la montagna più alta delle Alpi Pusteresi, nelle Alpi dei Tauri occidentali. Si trova nel gruppo delle Vedrette di Ries, all'interno dell'omonimo parco naturale, in provincia di Bolzano, non lontano dal confine con l'Austria. La sua maestosa cima si ammira anche da Valdaora, che dista circa 20 chilometri dalla vetta.

## Toponimo
Il nome tradizionale della montagna è attestato nel 1583 come Spiz Preyofen e nel 1770 come Hochgall. Se il primo nome si rifà a una malga di un tale "Prey", il secondo si riferisce all'etimo tedesco "Galle" che significa "lastra di ghiaccio". Il nome italiano, creato da Ettore Tolomei, fraintende questa base etimologica e ritiene erroneamente che "-gall" significhi "colle".

## Ascensione
La prima ascensione alla vetta risale al 1854 ad opera dell'alpinista Hermann van Acken e dei suoi assistenti misuratori della vicina Defereggental.
La via normale alla cima parte dal Rifugio Roma, sopra all'abitato di Riva di Tures (Rein in Taufers) e sale per sfasciumi all'anticima (Dosso Grigio 3084m, Graues Nöckl in tedesco) quindi per area cresta fino alla sommità.
Lungo la via si possono trovare alcuni cordini per facilitare la progressione nei punti più impegnativi nonché alcuni ometti dove il terreno lo consente.

## Galleria d'immagini

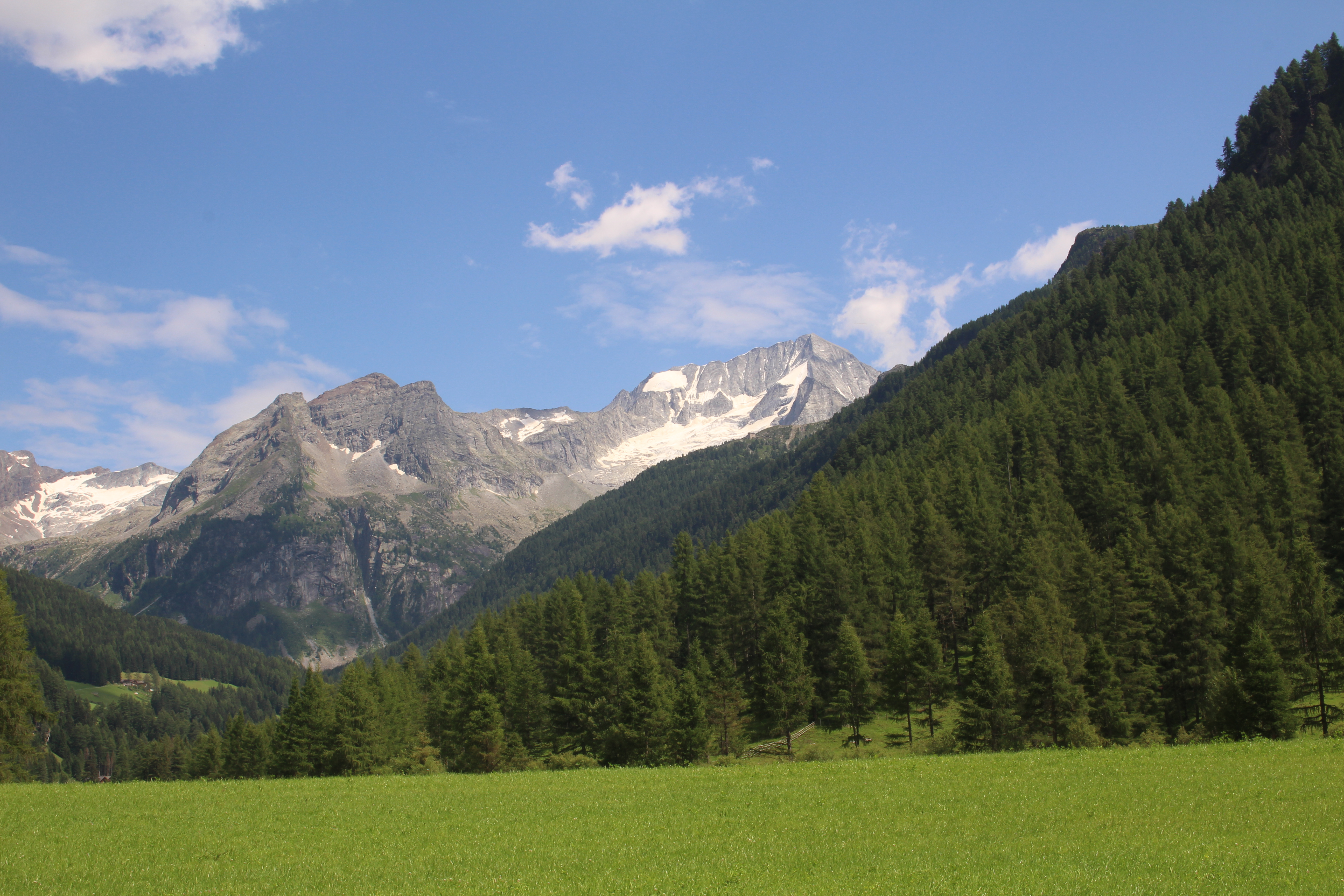
Vista del Collalto/Hochgall da Riva di Tures